# 오늘은 좀 매울지도 몰라
《오늘은 좀 매울지도 몰라》는 왓챠에서 2022년 12월부터 방영된 대한민국의 드라마이다.

## 소개
점점 음식을 먹을 수 없는 상태가 되어가는 워킹맘, 다정의 건강을 챙기기 위해 그녀의 남편 창욱이 소환된다. 창욱은 살면서 단 한 번도 요리를 해보지 않았지만, 오직 아내의 소중한 한 끼를 위해 좋은 식재료와 건강한 레시피를 개발하는 데 온 힘을 쓰며, 서투르지만 조금씩 가족의 소중한 의미를 깨달아가기 시작하는데...

## 제작진

### 연출 & 극본
- 이호재 : ( 영화 《작전》(각본&감독), 영화 《세로본능》(감독), 영화 《로봇, 소리》(각색&감독) 등 연출 및 집필 )

## 주요인물
- 한석규 : 강창욱 역 - 요리를 할 줄 모르던 다정의 남편

- 김서형 : 정다정 역 - 출판사 대표이자, 시한부 삶을 선고받은 창욱의 아내로, 점점 음식을 먹을 수 없는 상태가 되어가는 인물.

- 진호은 : 강재호 역 - 창욱과 다정의 아들.

- 조유정 : 신여진 역 - 재호의 친구.

- 양경원 : 양수원 역 - 창욱의 단골 유기농 마트 직원으로, 말 많고 눈치 없는 성격을 지닌 인물.
- 전여진 : 정다솔 역 - 다정의 동생.
- 박수진 : 임혜영 역 - 다정이 친구이자 작가

- 정민결 : 최에디터 역 - 다정이 대표인 출판사 편집장